# قیام مهاجم مقبره
قیام مهاجم مقبره (به انگلیسی: Rise of the Tomb Raider) یک بازی ویدئویی در سبک اکشن ماجراجویی است که توسط استودیوی کریستال داینامیکس توسعه یافته و به‌وسیلهٔ اسکوئر انیکس و استودیو مایکروسافت به صورت انحصار زمانی برای کنسول‌های شرکت مایکروسافت، ایکس‌باکس وان و ایکس‌باکس ۳۶۰ در نوامبر ۲۰۱۵ منتشر شده است. نسخه مایکروسافت ویندوز نیز در ۲۸ ژانویه ۲۰۱۶ عرضه شد و سپس در اکتبر ۲۰۱۶، نسخه‌ای ویژه از بازی با عنوان جشن ۲۰ ساله برای کنسول پلی‌استیشن ۴ منتشر شد. این یازدهمین نسخه از سری بازی‌های مهاجم مقبره است که توسط کریستال داینامیکس ساخته شده و ادامه‌ای برای بازی مهاجم مقبره در سال ۲۰۱۳ به‌شمار می‌رود.
مهاجم مقبره مورد تحسین منتقدان قرار گرفت که گرافیک، گیم پلی، شخصیت‌پردازی و محتوای غنی آن مورد تحسین قرار گرفت، اما برخی منتقدان احساس کردند که بازی به اندازه کافی ریسک نکرده است. دنبالهٔ این بازی تحت عنوان سایه مهاجم مقبره در سپتامبر ۲۰۱۸ عرضه شد.

## گیم‌پلی
قیام مهاجم مقبره یک بازی اکشن-ماجراجویی با زاویهٔ دید سوم شخص است که در آن بازیکنان شخصیت لارا کرافت را کنترل می‌کنند که در تلاش برای کشف شهر افسانه‌ای Kitezh است. مبارزه یک مکانیک اصلی گیم پلی است. لارا انواع زیادی از سلاح‌ها را در اختیار دارد (از جمله تفنگ‌های تهاجمی، تفنگ‌های ساچمه‌ای، و اسلحه دستی)، که برخی از آنها حالت شلیک جایگزین دارند. بازیکنان همچنین ممکن است از مخفی‌کاری برای پیشرفت در بخش‌هایی از بازی استفاده کنند، از تیر و کمان برای از بین بردن دشمنان، ایجاد حواس‌پرتی برای جلب توجه دشمن از لارا، یا پنهان شدن در بوته‌ها برای فرار از دشمنان استفاده کنند. لارا می‌تواند از محیط برای مبارزه با دشمنان، شلیک به بشکه‌های انفجاری، خراب کردن سازه‌های طناب دار با تیرهای طناب، یا کمین کردن دشمنان از ارتفاعات استفاده کند. او همچنین می‌تواند از تبر یخ‌شکن و چاقوی رزمی خود برای شرکت در نبرد تنومند با دشمنان استفاده کند. تکمیل اهداف و محتوای جانبی و حذف دشمنان به بازیکنان امتیازات تجربه (XP) می‌دهد. وقتی بازیکنان XP کافی جمع‌آوری می‌کنند، یک امتیاز مهارت دریافت می‌کنند که می‌تواند روی سه درخت مهارت بازی خرج شود: برالر، هانتر و سروایور. برالر کارایی لارا را با سلاح‌ها افزایش می‌دهد و به او توانایی‌هایی مانند بازیابی تیرها از اجساد و هدف ثابت می‌دهد، همچنین انعطاف‌پذیری او را در برابر حمله افزایش می‌دهد و مهارت‌های رزمی جدیدی مانند جاخالی دادن را باز می‌کند. شکارچی هنگام برخورد با محیط‌ها و حیوانات به او مزیتی می‌دهد. سروایور طیف گسترده‌ای از مهارت‌ها مانند ایجاد تسلیحات آتش‌زا و تنظیم تله‌های انفجاری را پوشش می‌دهد. لارا زبان‌های جدیدی را یادمی‌گیرد و او را قادر می‌سازد تا آثاری (مانند سکه‌ها) را که می‌توان با تجهیزات جدید مبادله کرد، کشف کند.

## داستان
یک سال پس از وقایع بازی قبل مهاجم مقبره، باستان‌شناس لارا کرافت تلاش می‌کند تا تجربه‌اش از فراطبیعی را در یاماتای توضیح دهد و دچار PTSD می‌شود. او در جستجوی پاسخ، به تحقیقات پدر فقیدش لرد کرافت در مورد شهر گمشده کیتژ و وعده جاودانگی روی می‌آورد. آنا، شریک لرد کرافت، به لارا هشدار می‌دهد که وسواس پدرش او را به سمت تباهی و خودکشی سوق داده است. لارا او را نادیده می‌گیرد و به امید کشف مقبره پیامبر قسطنطنیه، یک شخصیت کلیدی در افسانه کیتژ، سفری به شهر فراموش‌شده در شمال غربی سوریه ترتیب می‌دهد. مقبره خالی است، و لارا توسط ترینیتی - یک نظم باستانی از شوالیه‌ها که به سازمانی شبه‌نظامی تبدیل شده‌اند که در مورد ماوراء طبیعی تحقیق می‌کنند - و رهبر گروه کاری آن‌ها، کنستانتین، قطع می‌شود. هنگام فرار، لارا نمادی را پیدا می‌کند که در مقبره حک شده است، که آن را به کتابی در مورد تاریخ مذهبی روسیه در مطالعه پدرش در کرافت مانور پیوند می‌دهد. او از یک مصنوع به نام منبع الهی مطلع می‌شود که گفته می‌شود قادر به اعطای جاودانگی است. یک قاتل ترینیتی پس از مشاجره با دوستش جونا مایاوا در مورد وجود این مصنوع، به عمارت نفوذ می‌کند و کتاب را می‌دزدد و باعث می‌شود آن دو به سیبری بروند.